# Thagria tintinnabula
Thagria tintinnabula är en insektsart som beskrevs av Nielson 1977. Thagria tintinnabula ingår i släktet Thagria och familjen dvärgstritar. Inga underarter finns listade i Catalogue of Life.